# Магниці
Магниці (пол. Magnice, нім. Magnitz) — село в Польщі, у гміні Кобежиці Вроцлавського повіту Нижньосілезького воєводства.
Населення — 309 осіб (2011).
У 1975-1998 роках село належало до Вроцлавського воєводства.

## Демографія
Демографічна структура станом на 31 березня 2011 року:
|          | Загалом | Допрацездатний вік | Працездатний вік | Постпрацездатний вік |
| -------- | ------- | ------------------ | ---------------- | -------------------- |
| Чоловіки | 154     | 31                 | 108              | 15                   |
| Жінки    | 155     | 40                 | 76               | 39                   |
| Разом    | 309     | 71                 | 184              | 54                   |